# Henri Roland Lancelot Turpin de Crissé
Pour les articles homonymes, voir Turpin de Crissé.
Roland Turpin de Crissé alias Henri-Roland-Lancelot, marquis Turpin de Crissé est un militaire et un peintre amateur français d'architecture et de paysage, né le 19 mai 1754 à Paris et mort  début mai 1801 à Saint-Domingue.

## Biographie
Roland Turpin de Crissé est le fils du premier mariage de Lancelot Turpin de Crissé (5 août 1716 - Saint-Germain-le-Gaillard -  9 août 1793 - Vienne) - lieutenant-général, auteur de livres de stratégie militaire - avec Marie-Louise-Gabrielle de Lezay-Lusignan (1729 - 25 janvier 1755 à Paris); il est le beau-fils de la comtesse Turpin de Crissé (1742-1785).
Mestre de camp en second du Régiment Schomberg dragons le 13 avril 1780, Roland Turpin de Crissé est blessé par une chute de cheval en 1785. Cultivant les arts avec succès (il fut peut-être l'élève d'Hubert Robert), il devient membre en 1785 de l'Académie royale de peinture et de sculpture. Il fait un voyage en Italie en 1786 et expose au Salon de 1787 quelques vues et dessins de Rome et de ses environs pour lesquels il est reconnu par la critique: «Sous le titre de modeste amateur, l’Académie possède dans Monsieur le marquis de Turpin un véritable artiste. Dans la Vue de Villa Madame, près de Rome et dans Les portiques de Tivoli, il a fait paraître de la chaleur, du goût, une touche sûre et facile».
Il se marie, par contrat du 16 janvier 1775, avec Émilie-Sophie de Montullé (1756 -1816). C'est sans doute à cause de son prénom traditionnel, Lancelot, dans cette famille que l'on a supposé qu'il avait accueilli dans une maison parisienne de la rue de Bondy acquise en 1774 la "Société de la Table ronde" qui regroupait les meilleurs artistes du temps.
Nommé colonel du régiment des Hussards de Bercheny le 10 mars 1788, Roland Turpin de Crissé envoie sa lettre de démission le 15 février 1791 après avoir racheté à Seine-Port, le 31 décembre 1790, une ancienne maison de famille de son épouse, fille de l'ancien baron de Saint-Port, Jean-Baptiste-François de Montullé, et d'Élisabeth Haudry qui a souhaité s'y réfugier. Il annexa les bâtiments de l'ancienne vénerie avec l'idée de créer une manufacture de porcelaine anglaise; il part en Angleterre avec son fils de mars à novembre 1791 pour en visiter les faïenceries et revient avec de nombreux dessins dont beaucoup se trouvent au musée d'Angers.
Roland Turpin vend une partie de son important patrimoine pour payer ses dettes, mais conserve entre autres la Chapelle Baloue (Creuse). Il n'émigre pas mais vend en 1793 la maison de Seine-Port à Gouverneur Morris, ambassadeur des États-Unis et se cache pendant la Terreur. Il refait surface en 1795, vend la Chapelle Baloue et les biens qu'il possédait dans l'Indre puis rachète à Paris un immeuble de rapport et enfin une manufacture de porcelaine à Belleville.

Ruiné par son expérience industrielle, Roland part pour l'Amérique en mars 1800, laissant sa famille à Paris. C'est à Saint-Domingue, où se trouvait déjà son beau-frère Jean-Hyacinthe de Montullé qu'il meurt de maladie  début mai 1801 dans la maison du Consul des États-Unis au Cap-Français. Son décès a fait l'objet d'un acte de notoriété établi par trois témoins de sa mort à Saint-Domingue à leur retour à Paris rangé le 7 floréal an XII au rang des minutes de Me Colin, notaire à Paris.

armes Turpin de Crissé

### Descendance
De son mariage avec Émilie-Sophie de Montullé sont nés : 
1. Lancelot-Jean-Baptiste-Alexandre Turpin de Crissé (13 octobre 1775-2 juillet 1780).
2. Aline-Louise-Élisabeth Lancelot Turpin de Crissé (17 juin 1780 à Paris - 17 juin 1846) qui épouse le 13 juillet 1814 le comte Marie-Joseph-Théodore de Meulan (1778-1832), maréchal de camp.
3. Lancelot-Théodore comte Turpin de Crissé (9 juillet 1782 à Paris - 15 mai 1859 à Paris), peintre et écrivain, inspecteur général des Beaux-Arts qui épouse le 16 novembre 1813 Adèle de Lesparda (1789-1861)

## Œuvres
1. Il peint quelques tableaux dont :
  - Vue de Villa Madame, près de Rome, vers 1786, présenté au salon de 1787.
  - Les portiques de Tivoli, vers 1786, présenté au salon de 1787.
  - Vue de la Villa Médicis, vers 1786, présenté au salon de 1787.
  - Le Temple de la Sibylle à Tivoli, vers 1786, musée des beaux-arts d'Angers.
  - Rome, arc de triomphe de Janus, vers 1786, musée des beaux-arts d'Angers.
  - Le Pont du château de Warwick, vers 1789-1793, musée des beaux-arts d'Angers.